# Tukuran
Tukuran is een gemeente in de Filipijnse provincie Zamboanga del Sur op het eiland Mindanao. Bij de laatste census in 2007 had de gemeente bijna 37 duizend inwoners.

## Geografie

### Bestuurlijke indeling
Tukuran is onderverdeeld in de volgende 25 barangays:
| - Alindahaw - Baclay - Balimbingan - Buenasuerte - Camanga - Curvada - Laperian - Libertad - Lower Bayao - Luy-a - Manilan - Manlayag - Militar | - Navalan - Panduma Senior - Sambulawan - San Antonio - San Carlos - Santo Niño - Santo Rosario - Sugod - Tabuan - Tagulo - Tinotungan - Upper Bayao |

## Demografie
Tukuran had bij de census van 2007 een inwoneraantal van 36.591 mensen. Dit zijn 2.844 mensen (8,4%) meer dan bij de vorige census van 2000. De gemiddelde jaarlijkse groei komt daarmee uit op 1,12%, hetgeen lager is dan het landelijk jaarlijks gemiddelde over deze periode (2,04%). Vergeleken met de census van 1995 is het aantal mensen met 6.085 (19,9%) toegenomen.

De bevolkingsdichtheid van Tukuran was ten tijde van de laatste census, met 36.591 inwoners op 144,91 km², 252,5 mensen per km².